# دریاچه ینوزرو
دریاچه ینوزرو (انگلیسی: Lake Yonozero) یک دریاچه در استان مورمانسک کشور روسیه است.